# Candicina
La candicina è una sostanza organica naturale, un sale di ammonio quaternario. È il N,N,N-trimetile derivato dell'ammina tiramina.